# Channichthys mithridatis
Channichthys mithridatis es una especie de pez con aletas radiadas del género Channichthys, de la familia Channichthyidae, orden Perciformes. Fue publicada por Shandikov en 2008.

## Descripción
Mide 37-43,7 cm de longitud total.

## Distribución
Se distribuye por la Antártida: islas Kerguelen. Puede alcanzar desde 250 hasta 310 m de profundidad.